# Darna
Darna is een geslacht van vlinders van de familie slakrupsvlinders (Limacodidae).

## Soorten
- D. catenatus (Snellen, 1879)
- D. luticrista (Tams)
- D. metaleuca (Walker, 1862)
- D. nemacera (Hampson, 1900)
- D. trima (Moore, 1859)